# Torneio de Seul de 1984
O Torneio de Seul de 1984 foi uma competição de futebol amistosa disputada em Seul, capital da Coreia do Sul, para comemorar a inauguração do Estádio Olímpico de Seul, que seria palco dos Jogos Olímpicos de Verão de 1988, com todas as partidas tendo sido disputadas nesse estádio, que teve capacidade inicial para 100.000 expectadores. O campeão foi o Fluminense, disputando o título com três seleções nacionais.

## Participantes
- Fluminense
- Seleção Camaronesa
- Seleção Sul-Coreana

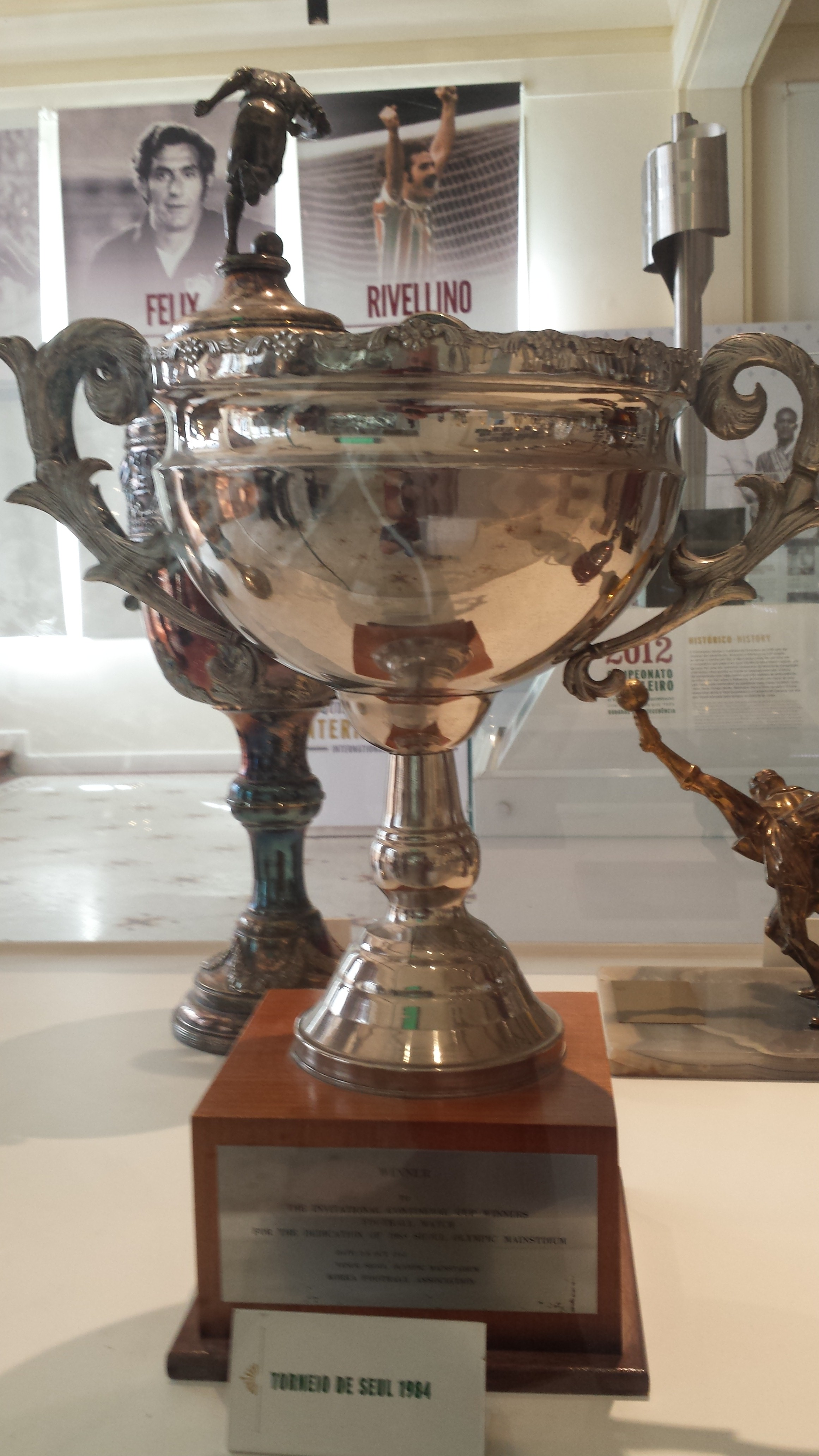
Taça do Torneio de Seul de 1984 exposta no Fluminense.

- Seleção Olímpica Sul-Coreana

## Partidas
2 de outubro
- Coréia do Sul 0–0 Fluminense
- Coréia do Sul (OLI) 5–1 Camarões

4 de outubro
- Coréia do Sul (OLI) 0–3 Fluminense
- Coréia do Sul 5–0 Camarões

6 de outubro
- Fluminense 3–1 Camarões
- Coréia do Sul N/D Coréia do Sul (OLI)

N/D: Não disponível
| Torneio de Seul de 1984    |
| -------------------------- |
| Fluminense Campeão Invicto |